# Teodoric II de Frísia Occidental
Teodoric II (Gant, cap a 930 - Egmond, 6 de maig de 988), va ser comte de Frísia Occidental des de 959 a 988.

## Història
Es dona com a fill de Teodoric I de Frísia. Encara que no existeix certesa en la seva ascendència, podria ser, per part del seu pare, net de Teodoric I de Frísia Occidental. Durant molt de temps es va considerar a Teodoric II com a fill de Teodoric I, però en l'actualitat s'admet que va ser fill d'un dels fills de Teodoric I, és a dir el seu net. En efecte, Teodoric II era encara molt jove el 938, -massa jove per ser fill de Teodoric I- quan es promet amb Hildegarda de Flandes, filla d'Arnold, comte de Flandes i d'Adela de Vermandois. El matrimoni es va celebrar el 950. La crònica del Rin de Melis Stoke (cap a 1375) diu a propòsit: «Aquest bo i bravo Teodoric tenia una dona que es deia Hildegarda» (Dese Dideric goed ende wert had een wijf, heet Hildegaert). D'aquest matrimoni va tenir tres fills:
- Arnold (Gant 951 - 993), comte de Frísia Occidental.
- Egbert (951 - 993), canceller imperial i arquebisbe de Trèveris
- Erlinda (953 - 1012), abadessa d'Egmond i de Bennebroek.

Després de la mort del seu sogre Arnold, succeïda el 27 de març de 965, Teodoric II va ser tutor del seu nebot Arnold II de Flandes.

Tot just va prendre la regnes del seu govern va tenir altercats amb els frisons que es negaven a reconèixer-ho i s'oposaven a l'autoritat que el comte pretenia tenir sobre seu. Abusant de la llibertat que els havia concedit van atacar les fronteres dels seus veïns, el que va obligar a Tedoric a prendre les armes i derrotar-los.
A l'any següent, van envair el Kennemerland i van incendiar la ciutat d'Alkmaar; però quan van intentar atacar el castell de Leiden, Teodoric els va aturar a Rinsburg, aconseguint sobre seu una segona victòria, sotmetent-los definitivament.

Teodoric II va prendre el castell de Gant el 965 i va ocupar el comtat de Gant des de 965 a 988. El 25 d'agost de 985, va obtenir de l'emperador  III feus al Baix Mosa, al Kennemerland i a l'illa de Texel que en aquella època es trobava enllaçada amb el terreny ferm.
Teodoric, la seva esposa Hildegarda i els seus fills Arnold i Erlinda van ser enterrats a l'Abadia d'Egmond. Les seves tombes van ser destruïdes - així com la mateixa abadia - el 1573, durant la revolta dels geuzen contra Espanya.

## Evangelari d'Egmond
El 25 de juny de 950, en ocasió de la festa que celebrava l'enterrament de sant Adalbert d'Egmond, la mort del qual probablement va succeir cap a 714, Teodoric va oferir al poble d'Egmond, a l'església de fusta en la que havia estat enterrat el sant, construir una abadia en pedra. Probablement, amb motiu de la consagració d'aquesta església el 975 va donar a l'abadia l'Evangelari d'Egmond, que avui és considerat com un dels més importants manuscrits de l'alta edat mitjana als Països Baixos. Teodoric havia adquirit aquest manuscrit del segle IX que contenia els quatre evangelis. També conté dues miniatures que representen a Teodoric i a Hildegarda, afegitó que va ser efectuat a petició del comte. Segons alguns historiadors les mencionades miniatures són obra del seu fill Egbert. El text d'una d'aquestes miniatures diu: «Aquest llibre ha estat ofert per Teodoric i la seva esposa ben estimada Hildegarda al misericordiós Pare Adalbert, per celebrar el seu record eternament.» El manuscrit es conserva actualment a la Biblioteca Reial dels Països Baixos.